# 蔣彬 (嘉靖進士)
蔣彬（？—？），字原中，直隸蘇州府吳縣人，民籍，明朝政治人物。

## 生平
嘉靖三十四年（1555年）乙卯科順天鄉試第十四名舉人，三十八年（1559年）中式己未科會試第六十四名，三甲第六十四名進士。任高州府知府。

## 家族
曾祖蔣禮；祖父蔣鎬；父蔣汸，母鄧氏。具慶下。